# Yaima Ortíz Charro
Yaima Ortíz Charro (ur. 9 listopada 1981 roku w Hawanie) – kubańska siatkarka, występująca na pozycji przyjmującej. Wraz z reprezentacją w 2004 roku zdobyła brązowy medal na Igrzyskach Olimpijskich w Atenach. Obecnie występuje w rosyjskiej Superlidze, w drużynie Dinamo Moskwa.

## Osiągnięcia

### reprezentacyjne
- 2004 - Srebrny medal Grand Prix
- 2004 - Brązowy medal Igrzysk Olimpijskich
- 2005 - 4.miejsce podczas Grand Prix
- 2007 - Srebrny medal turnieju Volley Masters Montreux
- 2007 - Złoty medal Igrzysk Panamerykańskich
- 2007 - Złoty medal mistrzostw NORCECA
- 2008 - Srebrny medal Grand Prix

### klubowe
- 2012 - Puchar Rosji
- 2012 - Wicemistrzostwo Rosji